# Goosebumps (single van Bastille)
Goosebumps is een single van de Britse band Bastille. Het nummer verscheen in december 2020 als derde single van de gelijknamige ep Goosebumps. Kenny Beats zingt op dit nummer.

## Muziekvideo
Een muziekvideo werd gelijktijdig uitgebracht op 4 december 2020. Deze duurt twee minuten en 46 seconden. De video is gemaakt door Reza Dolatabadi, een Brits-Iraans animator.